# همیلتون برنچ (کالیفرنیا)
همیلتون برنچ (به انگلیسی: Hamilton Branch) یک منطقهٔ مسکونی در ایالات متحده آمریکا است که در شهرستان پلوماس، کالیفرنیا واقع شده‌است. همیلتون برنچ ۲٫۸۱۱ کیلومتر مربع مساحت و ۵۳۷ نفر جمعیت دارد و ۱٬۴۱۰ متر بالاتر از سطح دریا واقع شده‌است.